# Plasmòcit

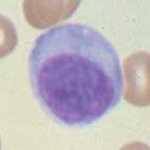
Plasmòcit

Els plasmòcits són cèl·lules que tenen el seu origen en els limfòcits B. Es diferencien a plasmòcits arran de la presentació d'antígens per part dels macròfags.
Produeixen anticossos, que són immunoglobulines. Abunden en zones amb un elevat risc de patir infeccions, com són el tracte digestiu i el respiratori.
Presenten una gran basofília i tenen un nucli esfèric amb forma de roda de carro. En els radis d'aquesta "roda", pot trobar-se heterocromatina. Tenen un RER molt desenvolupat causant de la basofília de la cèl·lula, i un complex de Golgi també bastant prominent.
Els macròfags fagociten els bacteris i presenten els antígens als limfòcits B, que els reconeixen, activant-se (i convertint-se) en plasmòcits que secreten immunoglobulines.
Es troben també al teixit conjuntiu, especialment en el situat per sota dels epitelis més exposats a les infeccions bacterianes.
La presència d'un nombre anormalment alt de cèl·lules plasmàtiques en sang o en qualsevol altre teixit de l'organisme s'anomena plasmocitosi. Pot ser indicativa d'una discràsia sanguínia, amb presentacions clíniques d'importància molt dispar. Els plasmocitomes són proliferacions de cèl·lules plasmàtiques malignes, generalment intraòssies, que de vegades evolucionen cap a un mieloma múltiple.